# Tamaqua
Tamaqua é um distrito localizado no estado norte-americano de Pensilvânia, no Condado de Schuylkill.

## Demografia
Segundo o censo norte-americano de 2000, a sua população era de 7174 habitantes.
Em 2006, foi estimada uma população de 6696, um decréscimo de 478 (-6.7%).

## Geografia
De acordo com o United States Census Bureau tem uma área de
25,8 km², dos quais 25,5 km² cobertos por terra e 0,3 km² cobertos por água. Tamaqua localiza-se a aproximadamente 221 m acima do nível do mar.

## Localidades na vizinhança
O diagrama seguinte representa as localidades num raio de 8 km ao redor de Tamaqua.